# Rudra oriximina
Rudra oriximina là một loài nhện trong họ Salticidae.
Loài này thuộc chi Rudra. Rudra oriximina được María Elena Galiano miêu tả năm 1984.